# Shadowside (пісня)
Shadowside — сингл альбому Foot of the Mountain (у загальноєвропейському релізі альбому — другий сингл, у Великій Британії — третій) норвезького гурту a-ha, випущений 21 вересня 2009 року.

## Музиканти
- Пол Воктор-Савой (Paul Waaktaar-Savoy) (6 вересня 1961) — композитор, гітарист, вокалист.
- Магне Фуругольмен (Magne Furuholmen) (1 листопада 1962) — клавішник, композитор, вокаліст, гітарист.
- Мортен Гаркет (Morten Harket) (14 вересня 1959) — вокаліст.

## Композиції

### German Physical Release
| #  | Назва                                         | Тривалість |
| -- | --------------------------------------------- | ---------- |
| 1. | «Shadowside (New Single Version)»             | 3:31       |
| 2. | «Mother Nature Goes to Heaven (Demo Version)» | 4:34       |

### UK Download Release
| #  | Назва                             | Тривалість |
| -- | --------------------------------- | ---------- |
| 1. | «Shadowside (New Single Version)» | 3:31       |
| 2. | «Shadowside (Album Version)»      | 4:54       |

## Позиції в чартах
- #22  Німеччина
- #73  Австрія